# Ageeth Boomgaardt
Ageeth Boomgaardt (* 16. November 1972 in Tilburg) ist eine ehemalige niederländische Hockeyspielerin. Sie gewann mit der niederländischen Nationalmannschaft die olympische Silbermedaille 2004 und die Bronzemedaille 2000, 1998 und 2002 war sie Weltmeisterschaftszweite sowie 1999 und 2003 Europameisterin.

## Sportliche Karriere
Die 1,68 m große Ageeth Boomgaardt wirkte von 1996 bis 2004 in 195 Länderspielen mit. Die Verteidigerin war auch Strafeckenspezialistin, sie erzielte 86 Länderspieltore.
1998 fand die Weltmeisterschaft in Utrecht statt. Die Niederländerinnen belegten in der Vorrunde dank des besseren Torverhältnisses den ersten Platz vor den Argentinierinnen. Nach einem 6:1-Halbfinalsieg über die deutschen Damen trafen die Niederländerinnen im Finale auf die australische Mannschaft. Die Australierinnen gewannen mit 3:2. Im Jahr darauf war Köln Austragungsort der Europameisterschaft 1999. Die Niederländerinnen gewannen ihre Vorrundengruppe und bezwangen im Halbfinale das englische Team nach Verlängerung. Im Finale siegten die Niederländerinnen mit 2:1 gegen die Deutschen. Bei den Olympischen Spielen 2000 in Sydney belegten die Niederlande in der Vorrunde den dritten Platz und erreichten damit die Hauptrunde. Mit einem Sieg und zwei Niederlagen platzierten sich die Niederländerinnen in der Hauptrunde auf dem vierten Platz und spielten gegen die spanische Mannschaft um Bronze. Dieses Spiel gewannen sie mit 2:0.
2002 bei der Weltmeisterschaft in Perth gewannen die Niederländerinnen die Vorrundengruppe vor den Australierinnen. Im Halbfinale siegten sie mit 1:0 gegen die Chinesinnen. Das Finale gewann die argentinische Mannschaft im Siebenmeterschießen. Ageeth Boomgaardt war zusammen mit Mijntje Donners erfolgreichste Torschützin ihrer Mannschaft, beide erzielten im Turnierverlauf fünf Tore. Die Europameisterschaft 2003 in Madrid war die sechste Europameisterschaft für Damen, die Niederländerinnen gewannen den fünften Titel. Nach einem 5:1-Halbfinalsieg über die deutsche Mannschaft bezwangen sie die Spanierinnen im Finale mit 5:0. Bei den Olympischen Spielen 2004 in Athen gewannen die Niederländerinnen ihre Vorrundengruppe, wobei sie die zweitplatzierten Deutschen mit 4:1 besiegten. Im Halbfinale bezwangen die Niederländerinnen die argentinischen Weltmeisterinnen nach Siebenmeterschießen. Im Finale trafen die Niederländerinnen wieder auf die deutsche Mannschaft und unterlagen 1:2.
Ageeth Boomgaardt spielte ab 1996 bei HC ’s-Hertogenbosch und gewann sieben niederländische Meistertitel. Von 2000 bis 2004 siegte sie mit ihrem Team auch im Europapokal. Nach ihrer aktiven Laufbahn wurde sie Hockeytrainerin.